# Woodrow Wilsonplein

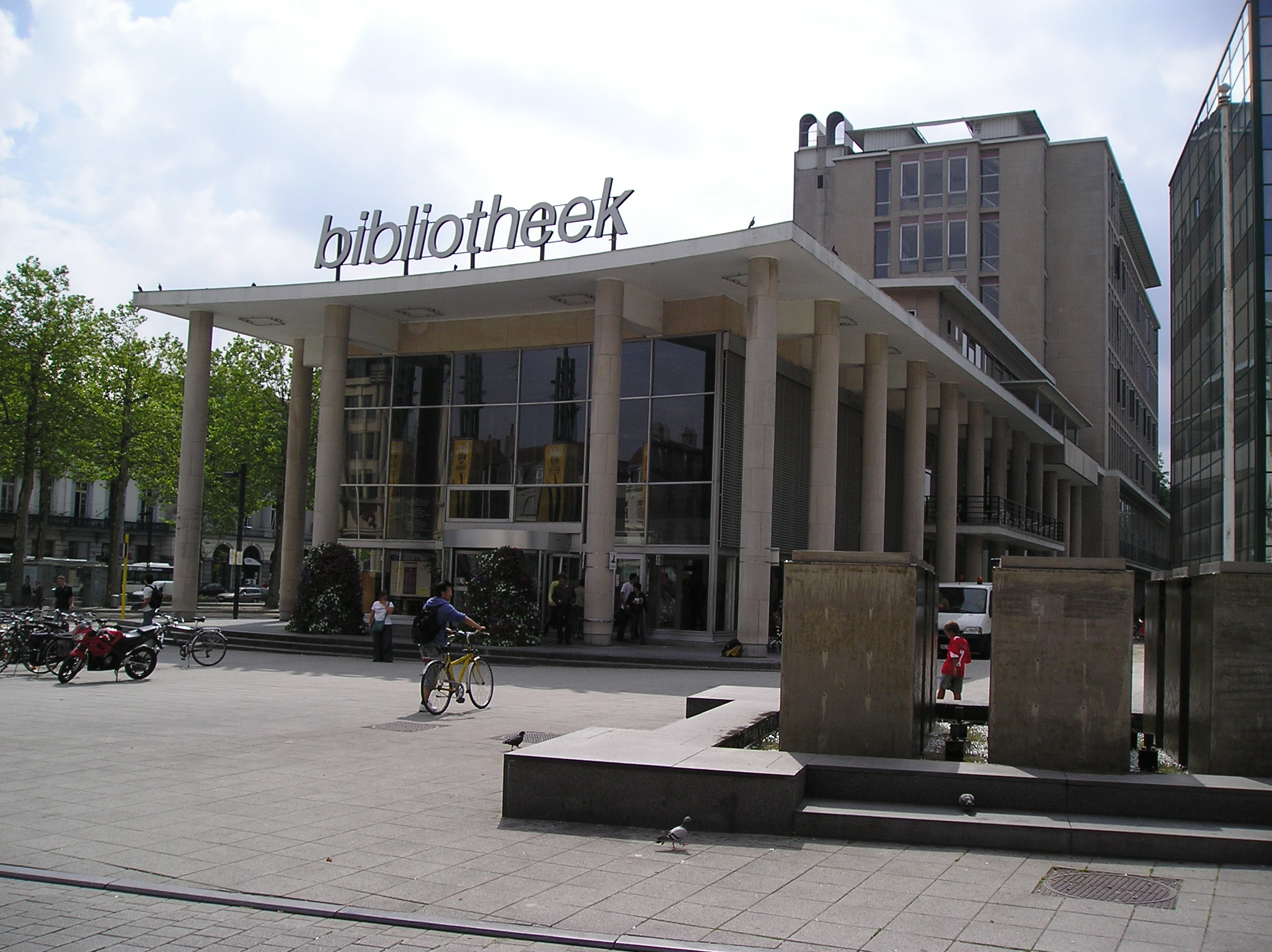
De voormalige Gentse bibliotheek aan het Woodrow Wilsonplein.

Het Woodrow Wilsonplein is een plein in Gent. In de Gentse volksmond wordt het plein en zijn omgeving 't Zuid genoemd, naar de locatie van dit plein, namelijk in het zuidelijk deel van de stad, en naar het voormalig station Gent-Zuid.
Het plein is genoemd naar de Amerikaanse president Woodrow Wilson, de eerste president van de Verenigde Staten die een bezoek aan België bracht.

## Algemeen
Langs het plein bevindt zich het shoppingcenter Gent Zuid waarin zich tevens een kantorencomplex bevindt. Aan de andere zijde ligt het Stadskantoor van de Stad Gent. Tot 2017 bevond zich hier ook de Gentse bibliotheek, die toen verhuisd is naar De Krook.
De Capitole ligt op loopafstand van dit plein aan het Graaf van Vlaanderenplein.
Het Woodrow Wilsonplein vormt het startpunt van het Zuidpark.
Het Woodrow Wilsonplein is verbonden met de Lammerstraat (aan de andere kant van de Muinkschelde) via het Frankrijkplein en de Charles Marcelisbrug (genoemd naar Charles Marcellis). Deze werden aangelegd midden 19de eeuw voor de bereikbaarheid van het nieuwe Zuidstation. Het pleintje heette toen Lieven Bauwensplein, tot Lieven Bauwens een eigen plein met standbeeld kreeg op het in 1884 overwelfde deel van de Nederschelde. In 1948 werd er een standbeeld van Edward Anseele op het Frankrijkplein geplaatst.

## Openbaar vervoer
Het Woodrow Wilsonplein is een van de belangrijkste haltes voor de bussen en trams van de openbare vervoersmaatschappij De Lijn. Na het Gentse Sint Pietersstation is dit de tweede drukste halte van Gent. Bijna alle lijnen die Gent verbinden hebben hier een halte. Omwille van deze belangrijke halte is verkeer over het Woodrow Wilsonplein enkel toegestaan voor bussen, taxi's en fietsers.
Vroeger was er nog een kiss-en-ridezone waar mensen hun kinderen konden afzetten, maar die is in 2013 afgesloten na een ernstig verkeersongeval, veroorzaakt door een auto die op een fietser was ingereden. De stad achtte het te gevaarlijk om daar in de toekomst nog auto's toe te laten, en ook werd de kiss-en-ridezone misbruikt als parkeerzone door bestuurders die bleven wachten.
In mei 2020 werd het reeds bestaande zebrapad op het plein omgevormd tot een regenboogpad.

## Music for Life
De edities van 2008 en 2009 en deels in 2011 van Music For Life van Studio Brussel werden op dit plein georganiseerd. Hiervoor werd de Park & Ride zone afgesloten om het glazen huis te kunnen plaatsen zonder hinder voor het openbaar vervoer.